# 1514 Ricouxa
1514 Ricouxa là một thiên thạch. Nó được phát hiện bởi Max Wolf vào ngày 22 tháng 08 năm 1906. Its provisional designation was 1906 UR.